# Afrikai Kontinentális Szabadkereskedelmi Övezet
Az Afrikai Kontinentális Szabadkereskedelmi Övezet (angol: African Continental Free Trade Area - AfCFTA, francia: Zone de libre-échange continentale africaine - ZLECAf)  Afrika nagy részét felölelő szabadkereskedelmi övezet .  2018-ban az afrikai kontinentális szabadkereskedelmi egyezmény hozta létre, amelynek 43 tagja és további 11 aláírója van, így a tagállamok számát tekintve a Kereskedelmi Világszervezet után a legnagyobb szabadkereskedelmi övezet  és a legnagyobb lakosságszámú. Az övezet 1,3 milliárd embert ölel fel a világ második legnagyobb kontinensén. A tárgyalásait és végrehajtását a ghánai Accrában működő intézmény felügyeli. 

## Története
Az afrikai kormányfők 2012-ben megállapodtak a kontinens szabadkereskedelmi övezetének létrehozásában, és 2015-ben megkezdték ehhez a tárgyalásokat. 
Az AfCFTA-t alapító megállapodást az Afrikai Unió (AU) közvetítette, és 55 tagállama közül 44 írta alá a ruandai Kigaliban 2018. március 21-én. Az AfCFTA-megállapodás 2019 májusában lépett hatályba. 2019 júliusáig 54 aláíró ország van.  
2023. elejéig a következő országok még nem ratifikálták a megállapodást: Szomália, Dél-Szudán, Szudán, Eritrea, Madagaszkár, Benin, Libéria és Líbia.
Az egyetlen afrikai állam, amely 2023 elejéig nem írta alá és nem ratifikálta a megállapodást, az Eritrea, továbbá a nemzetközileg el nem ismert Szomáliföld.

## Célja
A projekt célja, hogy az Afrikai Unió mind az 55 államát integrálja a szabadkereskedelmi övezetbe.
A megállapodás célja a kereskedelmi akadályok felszámolása és az Afrikán belüli kereskedelem fellendítése, megkönnyítve a beruházásokat és a munkahelyteremtést, az áruk és szolgáltatások egységes afrikai piacának megteremtése, a személyek, a tőke, a befektetések áramlásának könnyítése, a gazdasági integráció elmélyítése.
Arra kötelezi az országokat, hogy az áruk 90 százalékára eltöröljék a vámokat, az „érzékeny árucikkeket” kitevő 10 százalékra pedig később vezetik ezt be. A megállapodás liberalizálja a szolgáltatásokat is, és célja azon akadályok leküzdése, amelyek hátráltatják az afrikai országok közötti kereskedelmet, például a határokon tapasztalható hosszú várakozások. Később az emberek szabad mozgása és akár a közös valuta is a szabadkereskedelmi övezet részévé válhat.
Reményeik szerint az AfCFTA gyakorlati végrehajtása képes előmozdítani az iparosodást, a munkahelyteremtést és a befektetéseket, ezáltal közép- és hosszú távon fokozza Afrika versenyképességét.